# Hidden Mistake
Hidden Mistake (3 de abril de 1997) es una artista drag chilena, conocida por competir en la tercera temporada de Versus Drag Queens y la quinta temporada de La Más Draga.

## Carrera
En 2018 Hidden compitió en la tercera temporada del programa web Versus Drag Queens, producido por Rocko Cornejo. A lo largo de la competición fue la ganadora de tres retos principales y un desafío de inmunidad. Al final, se alzó como la ganadora de esa temporada.
En 2022 fue una de las concursantes de La Más Draga. En la competición fue una de las cuatro finalistas, puesto que ocupó junto con Paper Cut, Liza Zan Zuzzi y Fifí Estah, quien finalmente fue declarada vencedora de la temporada.
En febrero de 2023 protagonizó un vídeo que se hizo viral a través de redes sociales en el que, a través del maquillaje, realizaba un cambio de imagen para ser lo más similar posible a la actriz mexicana Elizabeth Álvarez. Ese mismo año fue una de las invitadas al Orgullo LGBT de Nuevo Laredo.
En enero de 2024 fue una de las numerosas participantes de la segunda edición del evento "Regalando Sonrisas", un evento centrado en la recaudación de juguetes para el día de reyes y protagonizado por artistas drag.

## Vida personal
Si bien durante su paso por La Más Draga Hidden Mistake se presentó ante el público como una mujer trans, actualmente se identifica como una persona no binaria.